# Аугустус Вільям Сміт
Аугу́стус Ві́льям Смі́т (англ. Augustus William Smith; 12 травня 1802, Ньюпорт, США — 26 березня 1866, Аннаполіс, США) — американський педагог, астроном і математик середини 19 століття. Директор Весліанського університету (1851—1857).

## Життєпис
Аугустус Вільям Сміт народився у Ньюпорті (штат Нью-Йорк). 1825 року закінчив коледж Гамільтона. Після закінчення коледжу почав викладати в методистській семінарії Онайди (Казеновія), головою якої був призначений 1827 року. Тоді ж узяв шлюб зі своєю дружиною Кетрін Р. Чайлдс. Працюючи Онайді, Сміт паралельно здобув звання магістра у Гамільтоні.
1831 року при заснуванні Весліанського університета Сміта було призначено професором математики та астрономії, а 1851 року обрано президентом університету. Сміт отримав одразу два ступені Доктора юридичних наук — один 1850 року у Столітньому коледжі Луїзіани і ще один — у 1850-х роках в коледжі Гамільтона.
Сміт залишив Весліана 1857 року. Протягом 1859—1866 обіймав посаду професора натурфілософії у Військово-морській академії США в Аннаполісі. 1860 року увійшов до складу урядової місії США, що мала спостерігати та досліджувати кільцеподібне затемнення сонця на півострові Лабрадор.
Помер в Аннаполісі 26 березня 1866 року.

## Вибрана бібліографія
- Augustus William Smith. An Elementary Treatise on Mechanics. — New York : Harper & Brothers, 1883. — 248 с.

## Родина
Донька — Гелен Фейрчайлд Сміт (пом. 1926), американська науковиця, очільниця Веллського коледжу протягом 1876—1894 років.